# Berliner Verkehrsbetriebe

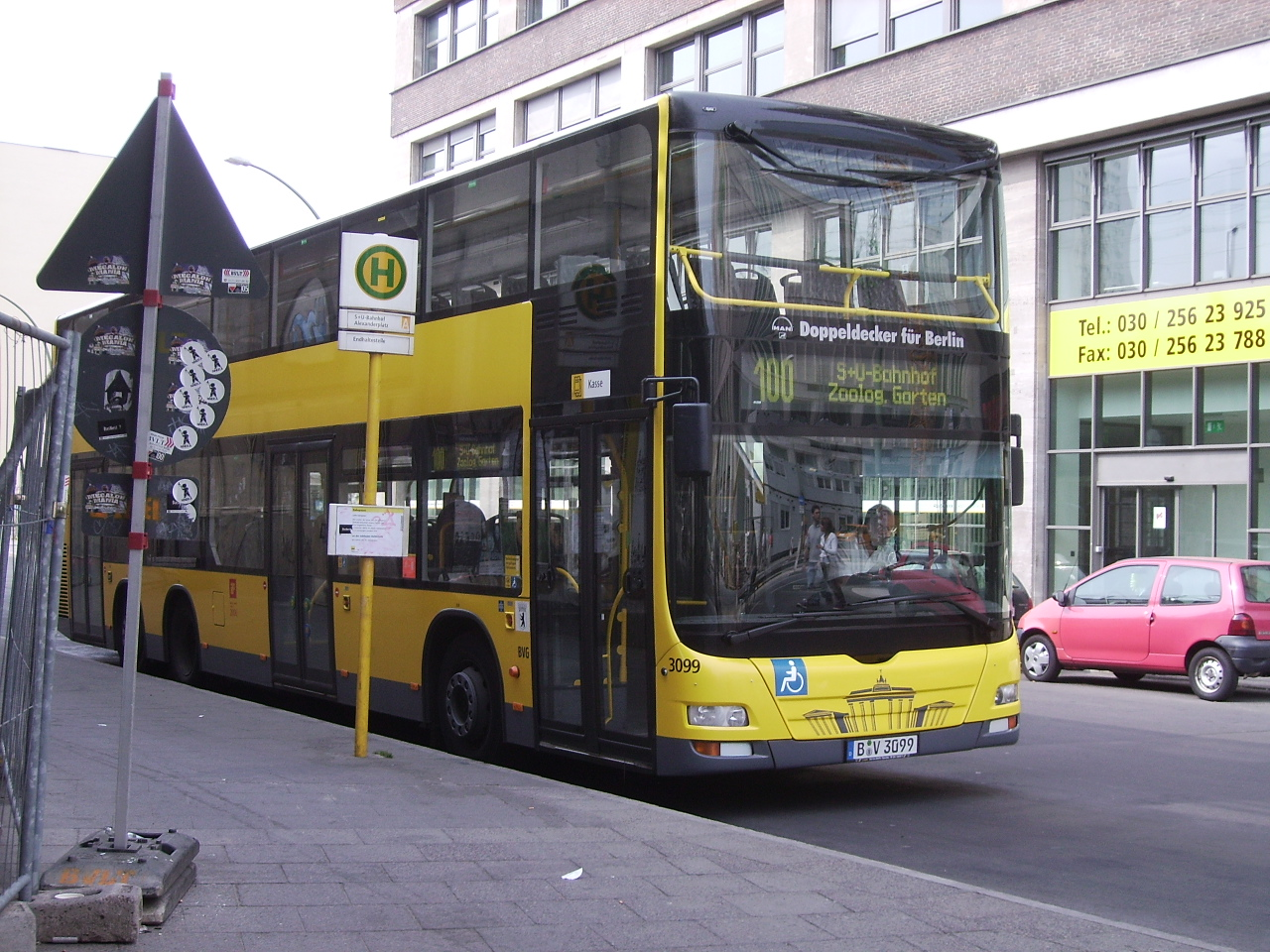
Jeden z mnoha autobusů patřících společnosti BVG – Berliner Verkehrsbetriebe

Berliner Verkehrsbetriebe (což by bylo možné do češtiny přeložit jako Berlínské dopravní podniky) je hlavním provozovatelem dopravy na území Berlína. Označován bývá zkratkou BVG. Zajišťuje provoz metra, tramvají a městské autobusové dopravy. Též provozuje i nemnoho lodních linek.
Současný dopravce vznikl roku 1992 spojením východo- (BVB) a západo- (BVG) berlínského dopravního podniku. Původ dnešní společnosti sahá až do roku 1929, kdy byly sloučeny mnohé soukromé dopravní firmy v jeden městský monopol.
Charakteristickým rysem dopravce je žlutá barva, ve které mají nátěr téměř všechna vozidla vlastněná BVG (nejedná-li se samozřejmě o reklamní).